# Stefan Wilson
Stefan James Wilson (ur. 20 września 1989 roku w Sheffield) – brytyjski kierowca wyścigowy.

## Kariera
Wilson rozpoczął karierę w jednomiejscowych samochodach wyścigowych w 2006 roku od startów w trofeum jesiennym Formuły Palmer Audi. Z dorobkiem 52 punktów uplasował się na dziesiątej pozycji w klasyfikacji generalnej. Rok później w głównej serii zdobył tytuł wicemistrzowski. W późniejszych latach Brytyjczyk pojawiał się także w stawce Brytyjskiej Formuły 3, Indy Lights oraz Indy Car.

## Statystyki
| Sezon | Seria                             | Zespół                          | Wyścigi | PP | Zwycięstwa | Punkty | Pozycja |
| ----- | --------------------------------- | ------------------------------- | ------- | -- | ---------- | ------ | ------- |
| 2006  | Formuła Palmer Audi Autumn Trophy | Justin Wilson                   | 6       | 0  | 0          | 52     | 9       |
| 2007  | Formuła Palmer Audi               |                                 | 20      | 4  | 4          | 332    | 2       |
| 2008  | Brytyjska Formuła 3               | Fluid Motorsport Development    | 22      | 3  | 4          | 194    | 4       |
| 2009  | Indy Lights                       | First Motorsports/Walker Racing | 6       | 0  | 0          | 112    | 22      |
| 2010  | Indy Lights                       | Bryan Herta Autosport           | 11      | 0  | 0          | 278    | 11      |
| 2011  | Indy Lights                       | Andretti Autosport              | 14      | 1  | 2          | 450    | 3       |
| 2012  | Indy Lights                       | Fan Force United                | 1       | 0  | 0          | 28     | 23      |
| 2013  | IndyCar                           | Dale Coyne Racing               | 1       | 0  | 0          | 14     | 33      |